# Josep Muset i Ferrer
Josep Muset i Ferrer (Igualada, 13 d'octubre del 1889 – Barcelona, 9 de febrer del 1957) va ser un sacerdot, organista i compositor català. Era germà de l'escriptor i poeta Antoni Muset i Ferrer i del músic i compositor Frederic Muset i Ferrer.

## Biografia
Començà els seus estudis musicals a l'Escolania de Montserrat. Posteriorment, establert a Vic, fou també deixeble dels Lluís Romeu i Ramon Carbonell i, a Barcelona, de Vicenç M. de Gibert.
A Vic fou mestre de capella del Seminari, professor de rítmica de l'Orfeó Vigatà i organista. També visqué un temps a Sabadell, on el març del 1917 fou nomenat organista i mestre de capella de l'Església de la Puríssima Concepció de Sabadell, i on rebé l'orde del sacerdoci el 2 de juny. En aquesta mateixa ciutat fundà les institucions Schola Cantorum, Associació de Música i Sindicat Musical.
Es traslladà després a París on visqué set anys col·laborant amb l'organista de Nôtre-Dame, Louis Vierne, de qui aprengué improvisació; i estudià a la Schola Cantorum de París, i amb Charles Tournemire i Abel M. Decaux.
L'any 1934 tornà a Barcelona i guanyà la plaça d'organista de la catedral; a més, exercí de professor d'orgue als conservatoris del Liceu i Municipal; dos dels seus alumnes van ser el músic montserratí Gregori Estrada i el pianista i director d'orquestra Josep Vicens i Busquets. En els cinc anys següents oferí un centenar de recitals per tot Espanya.
Acabada la guerra, i des d'Austràlia, el Delegat Apostòlic el reclamà per fer de professor de música i dirigir el cor del Saint Patrick's College a Manly (1939-1945). Feu recitals a Sydney i Melbourne, pels països d'Europa Central i, el 1945 i 1946, al Canadà i Estats Units (Nova Jersey, Ohio, Boston, Nova York i Filadèlfia). S'instal·là definitivament a Barcelona el 1947 i actuà com a organista de la parròquia de Sant Sever i més tard també de Sant Miquel dels Sants. Organista també a Santa Maria del Mar, hi desvetllà els inicis del futur gran tenor Jaume Aragall.
El seu antic professor, Charles Tornemire, li dedicà un dels oficis de l'Orgue Mystique, la Dominica II post Epiphaniam.

## Obres musicals
- A la Verge, cançó amb lletra de Verdaguer
- Adoremus (1939), motet
- Adoremus Te Christe (entre 1939 i 1945), motet
- Adoro Te devoto (1941), motet
- Ave Maris stella (1941), motet
- Ave verum (1941), motet
- Cançó de les flors, amb lletra de Verdaguer
- La cançó trista: sarsuela dramàtica en dos actes (1912), llibret de Manuel Gomis i Sentís
- En la Nativitat de la Verge, cançó sobre una poesia de Maria Vidal
- Genitori (1931), composició que forma part de la Corona literària montserratina, amb motiu de les festes mil·lenàries del 1931
- Glossa d'una cançó popular, per a cor mixt
- Goigs a la Mare de Déu de la Font de la Salut, que es venera en la capella del balneari de Vallfogona de Riucorb, lletra de Miquel Piera
- Goigs en lloança del gloriós Sant Crist de la Bona Mort, que es venera en la Parròquia de la Puríssima Concepció de la ciutat de Sabadell, text de Martí Santandreu
- Litany for organ
- Maria a ses filles, sobre una poesia de Josep Cardona
- La mixeta (ca. 1930), cançó sobre una poesia de Josep Gros Raguer
- Nadal de Maria, sobre una poesia de Josep Franquesa
- Paisatges
- La petite maîtrise
- O Salutaris (1944), motet
- El pom de flors (ca. 1930), cançó sobre una poesia de Josep Gros Raguer
- Regina coeli (1954), antífona
- Sancta Virgo Virginum, Op. 20, dedicat a la Mare de Déu de Guadalupe
- Sant Nicolau de Veroca, sardana
- Tantum ergo (1949), motet
- Te Deum (1941)
- Tota pulchra es (1941), motet
- Tres cançons per a cant i piano, premiades al certamen d'Olot
- Tríptic (1933), obra simfònica per a gran orquestra, premi Granados de la Generalitat
- Tu es Petrus (1941), motet
- Ubi caritas (1941), motet
- Veni creator (1944), himne

### Altres composicions
- 10 Ave Maria a una veu
- Arranjaments per a orgue: Kerry Dance, Ave Maria de Schubert, Contes dels Boscos de Viena de Johann Strauß, O sacrum convivium de Lorenzo Perosi, Lamentations, Op. 42 de Johann Gustav Eduard Stehle i Danny Boy (1944)

### Edicions d'obres musicals
- Percy Jones, editor; música de Josep Muset The Australian hymnal: A collection of plainsong Masses and motets of English hymns for the Catholic Church in Australia Melbourne: The Advocate Press, 1956
- Josep Muset Ferrer, poesies de Josep Gros i Raguer Cançons amb gestos Barcelona: Musical Empòrium, s.d. Obra de caràcter pedagògic, edició bilingüe català-castellà
- Cançons de l'Església: a una veu o chor a l'unissó, amb acompanyament d'harmònium Barcelona: Musical Empòrium, 1928. Edició bilingüe català-castellà
- Cançons populars catalanes, harmonitzades a tres veus Barcelona: Unió Musical Española, s.d.
- Cants religiosos per al poble
- Cinco Avemarías i dos Glorias, a 1 i 2 voces Barcelona: Boileau, s.d. Per a veu i orgue o harmònium
- Joseph Muset, recopilació, transcripció i edició Early Spanish Organ Music New York: G. Schirmer, 1948[7]
- Joseph Muset Eucharistic motets (in Benedictionibus cum SS. Sacramento): 33 motets for three equal voices (organ ad lib) Sidney: Chappell, c1950
- Joseph Muset Fourteen organ works from the Litany of Loreto Melbourne: The Advocate Press, 1931-1943 Edició bilingüe en francès i anglès
- Joseph Muset In benedictionibus com ss. sacramento: XXXIII cantica ternis fisque aequalibus vocibus modulata (organo ad libitum) Barcelona: s.n., 1948
- Joseph Muset Litany for organ Gironde: Arcachon, s.d. Edició bilingüe en francès i anglès
- Josep Franquesa, adaptació del textos; adaptació de melodies populars per Higini Anglès, cançons originals de Josep Muset Misteri de Nadal Sabadell: Joan Sallent, 1948
- Joseph Muset Motets Manly: Saint Patrick's College, 1945
- Joseph Muset; Ronald Harden, ed. Motets and Te Deum: for 3 equal voices Sidney: Chappell, 1948 (reimp. 1967)
- Joseph Muset; biografies i notes per Theodore Marier Organ works from the Litany for organ Boston: McLaughlin & Reilly, 1947-1954. Edició bilingüe en francès i anglès
  - Volume I: Fifteen organ works from the Litany for organ 1947
  - Volume II: Nine organ works from the Litany for organ 1954
  - Volume III: Eleven organ works from the Litany for organ 1954
- Francesc Gay; música de J.Muset i Ferrer ¡Pobres captaires!: quadret líric infantil Barcelona: Biblioteca L'Escon, (>1915)
- Recull de cants marians: a una veu o chor, amb acompanyament d'orgue o harmònium Barcelona: Musical Empòrium, s.d. Edició bilingüe en català i castellà
- Recull de deu Ave Maries: per a chor unissonal amb acompanyament d'harmònium u orgue Barcelona: Musical Empòrium, 1928 Edició bilingüe en català i castellà
- Josep Muset [harmonització per a cant i piano] VIII cançons populars catalanes Barcelona: Ibèria Musical, (<1928)